# Dejan Vuk Stanković
Dejan Vuk Stanković (cyr. Дејан Вук Станковић; ur. 22 stycznia 1973 w Belgradzie) – serbski filozof, etyk i nauczyciel akademicki, profesor, od 2025 minister edukacji.

## Życiorys
Ukończył szkołę średnią w rodzinnej miejscowości, a następnie studia na wydziale filozofii Uniwersytetu w Belgradzie. Na tej samej uczelni uzyskiwał następnie magisterium i doktorat. Zawodowo związany z macierzystym uniwersytetem, od 2017 na stanowisku profesorskim. Autor publikacji z zakresu etyki, filozofii i komunikacji społecznej. Członek Serbskiego Towarzystwa Filozoficznego, badacz filozofii Edmunda Husserla i Herberta Harta, a także felietonista dzienników „Kurir” i „Politika”.
W kwietniu 2025 objął urząd ministra edukacji w rządzie Đura Macuta.